# НХЛ у сезоні 1968—1969
НХЛ у сезоні 1968/1969 — 52-й регулярний чемпіонат НХЛ. Сезон стартував 11 жовтня 1968. Закінчився фінальним матчем Кубка Стенлі 4 травня 1969 між Монреаль Канадієнс та Сент-Луїс Блюз перемогою «Канадієнс» 2:1 в матчі та 4:0 в серії. Це шістнадцята перемога в Кубку Стенлі Монреаля.

## Підсумкові турнірні таблиці
| #                 | Команда              | І  | В  | П  | Н  | ШЗ  | ШП  | Очки |
| ----------------- | -------------------- | -- | -- | -- | -- | --- | --- | ---- |
| Східний дивізіон  |                      |    |    |    |    |     |     |      |
| 1                 | Монреаль Канадієнс   | 76 | 46 | 11 | 19 | 271 | 202 | 103  |
| 2                 | Бостон Брюїнс        | 76 | 42 | 16 | 18 | 303 | 221 | 100  |
| 3                 | Нью-Йорк Рейнджерс   | 76 | 41 | 9  | 26 | 231 | 196 | 91   |
| 4                 | Торонто Мейпл-Ліфс   | 76 | 35 | 15 | 26 | 234 | 217 | 85   |
| 5                 | Детройт Ред-Вінгс    | 76 | 33 | 12 | 31 | 239 | 221 | 78   |
| 6                 | Чикаго Блек Гокс     | 76 | 34 | 9  | 33 | 280 | 246 | 77   |
| Західний дивізіон |                      |    |    |    |    |     |     |      |
| 1                 | Сент-Луїс Блюз       | 76 | 37 | 14 | 25 | 204 | 157 | 88   |
| 2                 | Окленд Сілс          | 76 | 29 | 11 | 36 | 219 | 251 | 69   |
| 3                 | Філадельфія Флайєрс  | 76 | 20 | 21 | 35 | 174 | 225 | 61   |
| 4                 | Лос-Анджелес Кінгс   | 76 | 24 | 10 | 42 | 185 | 260 | 58   |
| 5                 | Піттсбург Пінгвінс   | 76 | 20 | 11 | 45 | 189 | 252 | 51   |
| 6                 | Міннесота Норз-Старс | 76 | 18 | 15 | 43 | 189 | 270 | 51   |

## Матч усіх зірок НХЛ
22-й матч усіх зірок НХЛ пройшов 21 січня 1969 року в Монреалі: Захід — Схід 3:3 (1:1, 1:0, 1:2).

## Найкращі бомбардири
| Гравець          | Команда   | І  | Г  | П  | О   | ШХ |
| ---------------- | --------- | -- | -- | -- | --- | -- |
| Філ Еспозіто     | Бостон    | 74 | 49 | 77 | 126 | 79 |
| Боббі Галл       | Чикаго    | 74 | 58 | 49 | 107 | 48 |
| Горді Хоу        | Детройт   | 76 | 44 | 59 | 103 | 58 |
| Стен Микита      | Чикаго    | 74 | 30 | 67 | 97  | 52 |
| Кен Годж         | Бостон    | 75 | 45 | 45 | 90  | 75 |
| Іван Курнуає     | Монреаль  | 76 | 43 | 44 | 87  | 31 |
| Алекс Дельвеккіо | Детройт   | 72 | 25 | 58 | 83  | 8  |
| Гордон Беренсон  | Сент-Луїс | 76 | 35 | 47 | 82  | 43 |

## Плей-оф

### Чвертьфінали
| - 2 квітня. Окленд — Лос-Анджелес 4:5 ОТ - 3 квітня. Окленд — Лос-Анджелес 4:2 - 5 квітня. Лос-Анджелес — Окленд 2:5 - 6 квітня. Лос-Анджелес — Окленд 4:2 - 9 квітня. Окленд — Лос-Анджелес 4:1 - 10 квітня. Лос-Анджелес — Окленд 4:3 - 13 квітня. Окленд — Лос-Анджелес 3:5 Серія: Окленд — Лос-Анджелес 3:4 | - 2 квітня. Сент-Луїс — Філадельфія 5:2 - 3 квітня. Сент-Луїс — Філадельфія 5:0 - 5 квітня. Філадельфія — Сент-Луїс 0:3 - 6 квітня. Філадельфія — Сент-Луїс 1:4 Серія: Сент-Луїс — Філадельфія 4-0 |
| - 2 квітня. Монреаль — НЙ Рейнджерс 3:1 - 3 квітня. Монреаль — НЙ Рейнджерс 5:2 - 5 квітня. НЙ Рейнджерс — Монреаль 1:4 - 6 квітня. НЙ Рейнджерс — Монреаль 3:4 Серія: Монреаль — НЙ Рейнджерс 4-0 | - 2 квітня. Бостон — Торонто 10:0 - 3 квітня. Бостон — Торонто 7:0 - 5 квітня. Торонто — Бостон 3:4 - 6 квітня. Торонто — Бостон 2:3 Серія: Бостон — Торонто 4-0                                   |

### Півфінали
| - 15 квітня. Сент-Луїс — Лос-Анджелес 4:0 - 17 квітня. Сент-Луїс — Лос-Анджелес 3:2 - 19 квітня. Лос-Анджелес — Сент-Луїс 2:5 - 20 квітня. Лос-Анджелес — Сент-Луїс 1:4 Серія: Сент-Луїс — Лос-Анджелес 4-0 | - 10 квітня. Монреаль — Бостон 3:2 ОТ - 13 квітня. Монреаль — Бостон 4:3 ОТ - 17 квітня. Бостон — Монреаль 5:0 - 20 квітня. Бостон — Монреаль 3:2 - 22 квітня. Монреаль — Бостон 4:2 - 24 квітня. Бостон — Монреаль 1:2 2ОТ Серія: Монреаль — Бостон 4-2 |

### Фінал
- 27 квітня. Монреаль — Сент-Луїс 3:1
- 29 квітня. Монреаль — Сент-Луїс 3:1
- 1 травня. Сент-Луїс — Монреаль 0:4
- 4 травня. Сент-Луїс — Монреаль 1:2

Серія: Монреаль — Сент-Луїс 4-0

## Призи та нагороди сезону
| Нагороди                 | Гравець                         | Команда                         |
| ------------------------ | ------------------------------- | ------------------------------- |
| Пам'ятний трофей Колдера | Денні Грант                     | Міннесота Норз-Старс            |
| Трофей Арта Росса        | Філ Еспозіто                    | Бостон Брюїнс                   |
| Пам'ятний трофей Гарта   | Філ Еспозіто                    | Бостон Брюїнс                   |
| Трофей Конна Смайта      | Серж Савар                      | Монреаль Канадієнс              |
| Приз Білла Мастертона    | Тед Гампсон                     | Окленд Сілс                     |
| Приз Джеймса Норріса     | Боббі Орр                       | Бостон Брюїнс                   |
| Приз Леді Бінг           | Алекс Дельвеккіо                | Детройт Ред-Вінгс               |
| Трофей Лестера Патріка   | Боббі Галл, Едвард Дж. Джереміа | Боббі Галл, Едвард Дж. Джереміа |
| Трофей Везини            | Глен Голл Жак Плант             | Сент-Луїс Блюз                  |
| Нагорода Плюс-Мінус      | Боббі Орр                       | Бостон Брюїнс                   |

| Нагорода                  | Клуб               |
| ------------------------- | ------------------ |
| Приз Кларенса С. Кемпбела | Сент-Луїс Блюз     |
| Приз принца Уельського    | Монреаль Канадієнс |
| Кубок Стенлі              | Монреаль Канадієнс |

## Команда всіх зірок
| Перша команда                  | Позиція              | Друга команда                     |
| ------------------------------ | -------------------- | --------------------------------- |
| Глен Голл, Сент-Луїс Блюз      | Воротар              | Едді Джакомін, Нью-Йорк Рейнджерс |
| Боббі Орр, Бостон Брюїнс       | Захисник             | Тед Грін, Бостон Брюїнс           |
| Тім Гортон, Торонто Мейпл-Ліфс | Захисник             | Тед Гарріс, Монреаль Канадієнс    |
| Філ Еспозіто, Бостон Брюїнс    | Центральний нападник | Жан Беліво, Монреаль Канадієнс    |
| Горді Хоу, Детройт Ред-Вінгс   | Правий нападник      | Іван Курнуає, Монреаль Канадієнс  |
| Боббі Галл, Чикаго Блек Гокс   | Лівий нападник       | Френк Маховлич, Детройт Ред-Вінгс |